# Jerry Azumah
Jerry Azumah (* 1. September 1977 in Oklahoma City, Oklahoma) ist ein ehemaliger US-amerikanischer American-Football-Spieler. Er war Cornerback für die Chicago Bears in der National Football League (NFL) und trug die Nummer 23.
Azumah spielte vor seiner Zeit in der NFL College Football für die University of New Hampshire – ebenfalls auf der Position des Cornerbacks. Im Jahr 1999 wurde er von den Chicago Bears in der fünften Runde des NFL Drafts ausgewählt. Vor der Saison 2006 erklärte er seinen Rücktritt vom professionellen Football aufgrund von anhaltenden Verletzungsproblemen.
| Personendaten    | Personendaten                                          |
| ---------------- | ------------------------------------------------------ |
| NAME             | Azumah, Jerry                                          |
| KURZBESCHREIBUNG | US-amerikanischer American-Football-Spieler            |
| GEBURTSDATUM     | 1. September 1977                                      |
| GEBURTSORT       | Oklahoma City (Oklahoma), Oklahoma, Vereinigte Staaten |